# Магомедов, Ахмад
Ахмад Магомедов (1995) — российский и македонский борец вольного стиля, призёр чемпионата Европы, чемпион Северной Македонии.

## Карьера
Воспитанник махачкалинской спортшколы имени Абдулрашида Садулаева. В начале марта 2022 года, вместе со своим одноклубником Расулом Шапиевым, получил паспорт Северной Македонии, процедура длилась около полугода. В январе 2023 года в Скопье, одержав три досрочные победы стал чемпионом Северной Македонии. В начале марта 2023 года неудачно выступил на международном турнире «Дан Колов» в Софии. 18 апреля 2023 года в Загребе одолев в схватке за 3 место армянина Армана Авагяна, стал бронзовым призёром чемпионата Европы. В январе 2024 года стал в городе Кочани чемпионом Северной Македонии.

## Спортивные результаты
- Чемпионат Северной Македонии по вольной борьбе 2023 — ;
- Чемпионат Европы по борьбе 2023 — ;
- Чемпионат Северной Македонии по вольной борьбе 2024 — ;